# Hotel Le Bristol
Le Bristol fue un famoso hotel de lujo de cinco estrellas ubicado en el barrio Verdun de Beirut, capital del Líbano. Se inauguró en 1951 y cerró definitivamente en 2020; era conocido tanto por su arquitectura como por los invitados que recibía.

## Historia
El hotel Le Bristol recibió huéspedes por primera vez en 1951. El primer director general del hotel, Georges al-Rayess, era conocido por su contribución a las artes culinarias y escribió una serie de libros de cocina que contribuyeron a hacer conocido al establecimiento por su cocina. Le Bristol acogió la primera pista de patinaje sobre hielo del Líbano y del mundo árabe, que posteriormente se convirtió en un lugar de encuentro político en los años setenta. Durante los quince años de la guerra civil libanesa, Le Bristol logró mantener sus puertas abiertas a pesar de los combates que tuvieron lugar en la capital. En 1999 se unió brevemente a la firma The Luxury Collection.
En 2013, el hotel se sometió a una importante renovación para renovar el exterior y el interior del edificio. En junio de 2015, cuando se completó la renovación, el edificio acogió una ceremonia denominada «Le Bal de Beyrouth» a la que asistieron importantes figuras del Líbano y de Oriente Medio. El hotel cerró temporalmente el 16 de marzo de 2020 debido a la pandemia de COVID-19. El 18 de abril de 2020, se anunció que el cierre del hotel era permanente a causa del impacto combinado de la crisis económica libanesa y la pandemia.

## Arquitectura

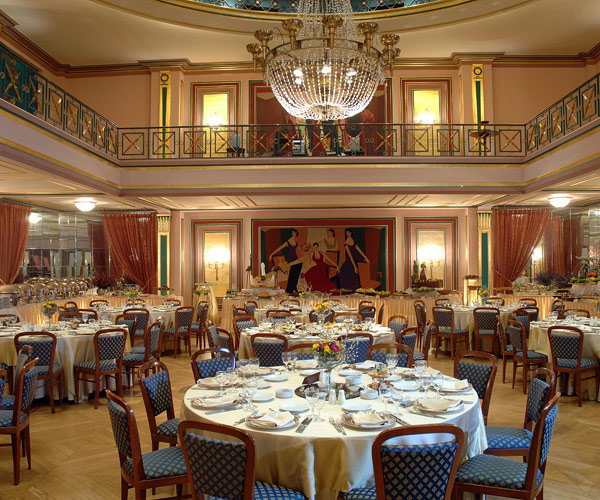
El salón dorado del hotel Le Bristol.

El hotel consiste en un edificio triangular de seis pisos, hueco en el medio para albergar un jardín. El interior fue diseñado por el decorador francés Jean Royère y fue renovado en 2015 por Galal Mahmoud. El hospedaje asciende a 157 habitaciones, incluidas suites, una piscina, un salón oriental y restaurantes. Después de la renovación en 2015, las habitaciones fueron diseñadas para representar la historia del diseño de lujo libanés.